# Phänotyp
Der Phänotyp (von altgriechisch φαίνω phaíno „ich erscheine“ und τύπος týpos „Gestalt“) oder das Erscheinungsbild ist in der Genetik die Menge aller Merkmale eines Organismus. Er bezieht sich nicht nur auf morphologische, sondern auch auf physiologische Eigenschaften und ggfs. auf Verhaltensmerkmale. In der Vererbungslehre wurde der Begriff Phaenotypus erstmals von Wilhelm L. Johannsen aufgestellt.
Phänotypen und phänotypische Variationen werden durch das Zusammenwirken von Erbanlagen und Umweltfaktoren (Modifikation) bestimmt. Inwieweit der Phänotyp durch Umwelteinflüsse beeinflussbar ist, hängt von der Reaktionsnorm ab. Diese Möglichkeit, auf Umwelteinflüsse zu reagieren, ist durch den Genotyp genetisch festgelegt. Verfahren, mit denen Rückschlüsse vom Erbgut, d. h. der individuellen Desoxyribonukleinsäure (DNS), auf den Phänotyp eines Individuums geschlossen werden, werden DNA-Phänotypisierung genannt.

## Phänotypische Plastizität
Wenn Umwelteinflüsse eine starke Variabilität des Erscheinungsbildes eines Individuums hervorrufen können, spricht man von hoher phänotypischer Plastizität oder großer Variationsbreite oder Modifikabilität. Ist der Phänotyp jedoch weitgehend durch seinen Genotyp vorherbestimmt, deutet dies auf geringe Plastizität hin. Das Konzept der phänotypischen Plastizität beschreibt das Maß, in dem der Phänotyp eines Organismus durch seinen Genotyp vorherbestimmt ist. Ein hoher Wert der Plastizität bedeutet: Umwelteinflüsse haben einen starken Einfluss auf den sich individuell entwickelnden Phänotyp. Bei geringer Plastizität kann der Phänotyp aus dem Genotyp zuverlässig vorhergesagt werden, unabhängig von besonderen Umweltverhältnissen während der Entwicklung. Hohe Plastizität lässt sich am Beispiel der Larven zweier Molcharten beobachten: Wenn diese Larven die Anwesenheit von Räubern wie Libellenlarven wahrnehmen, vergrößern sich Kopf und Schwanz im Verhältnis zum Körper, und die Haut wird dunkler pigmentiert. Larven mit diesen Merkmalen haben bessere Überlebenschancen gegenüber Räubern, wachsen aber langsamer als andere Phänotypen.
Phänotypische Veränderungen aufgrund von Umwelteinflüssen heißen Modifikationen. So können zum Beispiel genetisch identische Pflanzen (zum Beispiel Stecklinge) an unterschiedlichen Standorten völlig unterschiedliche Wuchsformen entwickeln.

## Phänokopie
Trifft ein exogener (nicht erblicher) Faktor in einer bestimmten Periode der Entwicklung auf einen Organismus, so kann ein Merkmal genau so ausgebildet werden wie im Falle einer genetischen Veränderung (Mutation). In diesem Fall spricht man von Phänokopie.

## Dramatyp
Im biomedizinischen Bereich, fast immer im Zusammenhang mit Tiermodellen in Tierversuchen, wird das Modell des Phänotyps gelegentlich um den „Dramatyp“ erweitert. Der Begriff wurde 1959 durch William M. S. Russell und Rex L. Burch eingeführt. Dieser stellt die, vor allem physiologische, Reaktion auf die unmittelbare, augenblickliche Umgebung dar, während sich die Entwicklung des Phänotyps auf einen längeren Zeitraum bezieht. Die Kenntnis des Dramatyps ermöglicht es, die Versuchsbedingungen besser zu standardisieren und damit die Reproduzierbarkeit der Ergebnisse zu verbessern.